# Анджеј Бурса
Анджеј Бурса (пољ. Andrzej Bursa; Краков, 21. март 1932 — Краков, 15. новембар 1957) је био пољски песник, писац, драматург и новинар. Студирао је пољску филологију на Јагелонском универзитету, радио у листу „Ђењик полски“ као репортер. Од 1954. године почиње да објављује песме у периодици, у студентском листу „Зебра“. У свом стваралаштву, он бескомпромисно и бунтовно разобличава неправду и лицемерје, разоткрива и често провоцира намерном бруталношћу и цинизмом, а уједно, с друге стране, остаје у трагању за трајним хуманистичким вредностима спајајући натуралистички строгу опсервацију са надреалистичком визијом и скривеним лиризмом.
Тврдокорни индивидуалац из кругова тзв. „проклетих песника“. Представник је генерације „Савременост“ („генерација ’56“, која је снажно утицала на наредна књижевна поколења).
Поред лирике и дужих песничких форми (поема Луиза), оставио је за собом и приповетке и роман „Како сам убио своју тетку“, преведен и на српски (по којем је 1985. године снимљен дугометражни филм) и драме у стилу макабричне гротеске. Постхумно, објављена је његова Поезија (1958), Дела у стиху и прози (1969, 1973), Избор из поезије (1977). Будући да је умро млад, постао је део митологије своје генерације, а од 1967. установљена је књижевна награда „Анджеј Бурса“. Ову награду установила је краковска књижевна група „Барбарус“.